# Lionel Conacher
Lionel Pretoria Conacher est un sportif complet de la première moitié du XXe siècle né le 24 mai 1900 à Toronto au Canada et mort le 26 mai 1954. Ainsi, il a joué professionnellement au hockey sur glace, au football canadien mais également à la crosse, au baseball et il fut même boxeur et lutteur. 
Après sa carrière de sportif, il est élu à l'Assemblée législative de l'Ontario ainsi qu'à la Chambre des communes du Canada.

## Biographie

### Les débuts en amateur
À l'âge de 11 ans, il commence à joueur au football canadien avec les Capitals de Toronto en tant qu'offensive tackle et il y joue entre 1912 et 1915. À chaque fois l'équipe remporte le titre de la ville. Âgé de 16 ans, il montre déjà sa polyvalence sportive et remporte le championnat amateur de lutte de l'Ontario dans la catégorie des lutteurs de moins de 125 pounds (57 kg environ).
Entre 1916 et 1918, il joue pour différentes équipes junior de Toronto au football canadien et dans le même temps, il joue ses premiers matchs dans les ligues mineures de hockey aux côtés de Billy Burch. Ensemble, ils font partie de l'équipe de Parkdale Canoe Club de l'Association de hockey de l'Ontario, aujourd'hui Ligue de hockey de l'Ontario. L'équipe remporte la Coupe Memorial en 1919 et Conacher son premier trophée de hockey. Dans le même temps, il change de poste au football canadien, devient halfback et s'essaie en tant qu'amateur à la crosse et au baseball.
À l'âge de 18 ans en 1920, il intègre l'effectif du Toronto Rugby Club de l'Ontario Rugby Football Union et perd en demi-finale contre les Argonauts de Toronto. La même année, les Saint-Patricks de Toronto de la Ligue nationale de hockey lui propose un contrat professionnel pour 3 000 CAD. Il refuse le contrat arguant qu'il souhaite conserver son côté amateur pour pratiquer d'autres sports. Ainsi, à la fin de l'année, il remporte le titre de champion amateur de boxe du Canada alors qu'il boxe pour la première fois. La même année, il participe à un match de baseball et inscrit le home run de la victoire de son équipe et prend un taxi pour traverser la ville pour rejoindre son équipe de crosse qui perd alors 3 à 0. Il inscrit 4 buts avant la fin du match donnant la victoire à son équipe une nouvelle fois.

### Les années avec les Argonauts
En 1921, il intègre l'effectif des Argonauts et lors de son premier match inscrit 23 des 27 points de son équipe. Alors que la saison ne fait que six matchs, il est le meilleur pointeur de la saison avec 85 points et 14 touchés et atteint la finale de la Coupe Grey. Leurs adversaires du 3 décembre, les Eskimos d'Edmonton, ne verront pas le jour perdant sur le score de 23 à 0 avec 15 points pour Conacher. Celui-ci ne finit pas le match pour autant, il est alors attendu pour un match de hockey avec le Toronto Aura Lee.
Pour la saison suivante en 1922, les Argonauts le choisissent en tant que capitaine de l'équipe. Encore une fois l'équipe est invaincue sur la saison régulière (avec un match nul) et les statistiques de Conacher sont impressionnantes : 950 yards courus avec la balle ainsi que 33 simples à la suite de dégagements de son équipe. Au cours d'un match contre Ottawa, il porte la balle sur 250 yards au total, le terrain mesurant 110 yards et au cours d'un autre match, encore une fois contre Ottawa, il réalise 8 simples sur 25 coups de pied de dégagements. Les Argonauts vont tout de même perdre en finale de conférence de l'Est contre l'université Queen's, Conacher passant à côté de son match avec 7 fumbles. L'équipe perd le match 11 à 12.
Encore une fois, une franchise de la LNH tente de signer un contrat avec Conacher : les Canadiens de Montréal lui proposent alors 5 000 CAD mais encore une fois, il refuse le contrat. Au cours de cette même année 1922, il réalise un match de démonstration de boxe contre Jack Dempsey.
En 1923, il quitte le Canada et rejoint les États-Unis pour finir ses études au sein de Bellefonte Academy à Pittsburgh en Pennsylvanie. Il continue à joueur au football jusqu'en 1925 mais fait également ses débuts dans le monde du hockey américain.

### Les années en tant que professionnel
En 1924, il signe avec les Yellow Jackets de Pittsburgh qui évolue dans la ligue United States Amateur Hockey Association. Il va jouer deux saisons avec les Yellow Jackets et en tant que capitaine de l'équipe, il va les guider au titre lors des deux saisons joués. À l'issue de la saison 1924-25, le propriétaire des Yellow Jackets est obligé de vendre la franchise, l'équilibre financier n'étant pas trouvée et James F. Callahan, rachète l'équipe et la renomme Pirates du nom de l'équipe de baseball de la ville.
Conacher signe son premier contrat professionnel avec les Pirates et la nouvelle franchise de Pittsburgh rejoint la Ligue nationale de hockey. L'équipe joue son premier match le 26 novembre 1925. Ce soir là, les Pirates sont opposés aux Bruins de Boston et Conacher, capitaine de l'équipe, inscrit le premier but de l'équipe alors que Harold Darragh inscrit le but de la victoire 2 à 1. Le 2 décembre, les Pirates et Conacher jouent leur premier match dans leur patinoire le Duquesne Gardens, contre les Americans de New York. Dans l'équipe opposée, l'coéquipier de Conacher évolue : Billy Burch et c'est ce dernier qui inscrit le premier but dans la patinoire. Conacher réduit la marque et devient le premier buteur pour les Pirates dans leur patinoire mais il n'arrive pas à empêcher son ami et ses coéquipiers de gagner le match 2 à 1.
En 1926, il joue également trois matchs en tant que professionnel pour l'équipe de ligue mineure de baseball des Maple Leafs de Toronto en tant que joueur de champ extérieur. L'équipe remporte alors le championnat Triple A. Cela restera sa seule expérience professionnelle dans le monde du baseball.
Il commence la saison suivante avec les Pirates mais en décembre, il rejoint les Americans de New York en retour de Charlie Langlois et de 2 000 dollars. Il rejoint donc son ami au sein des Americans et va y passer quatre saisons avant d'être envoyés au sein des Maroons de Montréal en retour de dollars le 5 novembre 1930. Au cours de sa dernière saison avec les Americans, il occupe le double poste d'entraîneur-joueur. En 1931, il joue avec les Maroons dans la LNH mais également avec l'équipe homonyme de crosse. En 1932, il participe également au championnat de lutte et gagne 27 matchs en autant de confrontations. Il est alors entraîné par Ivan Mickailoff.
C'est avec les Maroons de la LNH qu'il connaît sa meilleure saison en 1932-1933 avec 7 buts et 21 passes décisives pour 28 points. Étant donné qu'il n'est plus amateur, il n'est plus autorisé à jouer au football canadien en tant que joueur amateur. Il décide donc en 1933 d'organiser le premier championnat professionnel de football au Canada. Il joue alors avec les Toronto Crosse et Blackwell Chefs.
La saison suivante, il rejoint les Black Hawks de Chicago en retour de Teddy Graham, il remporte sa première Coupe Stanley et est élu dans l'équipe type de la saison. Le 3 octobre 1934, il retourne à Montréal mais avec les Canadiens, en compagnie de Leroy Goldsworthy et Roger Jenkins et en retour de Lorne Chabot, Marty Burke et Howie Morenz. Mais le même jour, les Canadiens l'échangent aux Maroons et finalement, il remporte sa seconde coupe Stanley en 1935 et met fin à sa carrière à l'issue de la saison 1936-1937.

### Après carrière
Même s'il arrête sa carrière professionnelle, il reste sur les devants de la scène et est élu à l'Assemblée législative de l'Ontario en 1937 et douze ans plus tard à la Chambre des communes du Canada. Il est élu une nouvelle fois à la Chambre des communes en 1953 alors qu'en 1950, il est élu athlète canadien de la première moitié du siècle. Par la suite le titre prend son nom : trophée Lionel Conacher.
Le 26 mai 1954, il participe à un match de softball entre les députés et les journalistes. Après une collision lors du match, il reste inanimé et finalement décède d'une crise cardiaque. Il laisse derrière une lui une femme et cinq enfants dont un qui jouera plus tard dans la LNH, Brian Conacher.
En 1955, il est intronisé au temple de la renommée du Canada, le 19 juin 1963 dans celui du football canadien, en 1999 le temple de la renommée de crosse et en 1994, celui du hockey. Deux plaques honorent sa mémoire dans la ville de Toronto.

## Trophées et honneurs personnels
- Football canadien
  - 1912 à 1915 - champion junior de football de la ville de Toronto avec Toronto Capitals
  - 1921 - champion de la Coupe Grey avec les Argonauts de Toronto
- Lutte
  - 1916 - champion amateur de l'Ontario dans la catégorie de moins de 125 pounds
- Hockey sur glace
  - 1919 - champion de la Coupe Memorial avec Toronto Canoe Club Paddlers
  - 1932-1933 - sélectionné dans le seconde équipe type de la Ligue nationale de hockey
  - 1933-1934 - champion de la Coupe Stanley avec les Black Hawks de Chicago et sélectionné dans la première équipe type
  - 1934-1935 - champion de la Coupe Stanley avec les Maroons de Montréal
- Boxe anglaise
  - 1920 - champion canadien de boxe amateur mi-lourd
- Baseball
  - 1926 - champion Triple A avec les Maple Leafs de Toronto

### Équipes de football canadien
- Toronto Capitals dans la City Rugby League - à partir de 11 ans
- Toronto Capitals (intermédiaires) en 1919
- Toronto Argonauts 1921 et 1922
- Toronto Crosse et Blackwell Chefs - 1934

## Parenté dans le sport
Il est issu d'une famille de sportifs, ses deux frères, Roy et Charlie ayant également excellé au hockey sur glace. 
Il est le père du joueur de hockey de la LNH, Brian Conacher et du joueur de football canadien, Lionel Conacher Junior.
Il est l'oncle des joueurs de hockey Murray Henderson et Pete Conacher.

## Statistiques de sa carrière de joueur de hockey
Pour les significations des abréviations, voir Statistiques du hockey sur glace.
| Saison     | Équipe                      | Ligue      |     | Saison régulière | Saison régulière | Saison régulière | Saison régulière | Saison régulière |    | Séries éliminatoires | Séries éliminatoires | Séries éliminatoires | Séries éliminatoires | Séries éliminatoires |
| Saison     | Équipe                      | Ligue      | PJ  | B                | A                | Pts              | Pun              | PJ               | B  | A                    | Pts                  | Pun                  |                      |                      |
| 1916-1917  | Toronto Century Rovers      | OMHA       |     |                  |                  |                  |                  |                  |    |                      |                      |                      |                      |                      |
| 1917-1918  | Toronto Aura Lee            | OHA-Jr.    |     |                  |                  |                  |                  |                  |    |                      |                      |                      |                      |                      |
| 1918-1919  | Parkdale Canoe Club         | OHA-Jr.    |     |                  |                  |                  |                  |                  |    |                      |                      |                      |                      |                      |
| 1919-1920  | Toronto Canoe Club          | OHA-Jr.    |     |                  |                  |                  |                  |                  | 12 | 21                   | 9                    | 30                   |                      |                      |
| 1920-1921  | Toronto Aura Lee            | OHA-Sr.    | 10  | 3                | 2                | 5                |                  |                  |    |                      |                      |                      |                      |                      |
| 1921-1922  | Toronto Aura Lee            | OHA-Sr.    | 20  | 7                | 2                | 9                |                  |                  | 2  | 2                    | 0                    | 2                    |                      |                      |
| 1922-1923  | North Toronto A.A.          | OHA-Int.   |     |                  |                  |                  |                  |                  | 6  | 12                   | 4                    | 16                   |                      |                      |
| 1923-1924  | Yellowjackets de Pittsburgh | USAHA      | 20  | 12               | 4                | 16               |                  |                  | 13 | 6                    | 3                    | 9                    |                      |                      |
| 1924-1925  | Yellowjackets de Pittsburgh | USAHA      | 40  | 14               | 0                | 14               |                  |                  | 8  | 5                    | 0                    | 5                    |                      |                      |
| 1925-1926  | Pirates de Pittsburgh       | LNH        | 33  | 9                | 4                | 13               | 64               |                  |    |                      |                      |                      |                      |                      |
| 1926-1927  | Pirates de Pittsburgh       | LNH        | 10  | 0                | 0                | 0                | 12               |                  |    |                      |                      |                      |                      |                      |
| 1926-1927  | Americans de New York       | LNH        | 30  | 8                | 9                | 17               | 81               |                  |    |                      |                      |                      |                      |                      |
| 1927-1928  | Americans de New York       | LNH        | 30  | 11               | 6                | 17               | 82               |                  |    |                      |                      |                      |                      |                      |
| 1928-1929  | Americans de New York       | LNH        | 44  | 5                | 2                | 7                | 132              | 2                | 0  | 0                    | 0                    | 10                   |                      |                      |
| 1929-1930  | Americans de New York       | LNH        | 39  | 4                | 6                | 10               | 73               |                  |    |                      |                      |                      |                      |                      |
| 1930-1931  | Maroons de Montréal         | LNH        | 35  | 4                | 3                | 7                | 57               | 2                | 0  | 0                    | 0                    | 2                    |                      |                      |
| 1931-1932  | Maroons de Montréal         | LNH        | 46  | 7                | 9                | 16               | 60               | 4                | 0  | 0                    | 0                    | 2                    |                      |                      |
| 1932-1933  | Maroons de Montréal         | LNH        | 47  | 7                | 21               | 28               | 41               | 2                | 0  | 1                    | 1                    | 0                    |                      |                      |
| 1933-1934  | Black Hawks de Chicago      | LNH        | 48  | 10               | 13               | 23               | 87               | 8                | 2  | 0                    | 2                    | 4                    |                      |                      |
| 1934-1935  | Maroons de Montréal         | LNH        | 40  | 2                | 6                | 8                | 44               | 7                | 0  | 0                    | 0                    | 14                   |                      |                      |
| 1935-1936  | Maroons de Montréal         | LNH        | 47  | 7                | 7                | 14               | 65               | 3                | 0  | 0                    | 0                    | 0                    |                      |                      |
| 1936-1937  | Maroons de Montréal         | LNH        | 45  | 6                | 19               | 25               | 64               | 5                | 0  | 1                    | 1                    | 2                    |                      |                      |
| Totaux LNH | Totaux LNH                  | Totaux LNH | 494 | 80               | 105              | 185              | 862              | 33               | 2  | 2                    | 4                    | 34                   |                      |                      |